# Hasse Jeppson
Hans Olof Jeppsson, känd som Hasse Jeppson och Hasse Guldfot, född 10 maj 1925 i Kungsbacka, död 21 februari 2013 i Rom, var en svensk fotbollsspelare (anfallare) som under många år spelade i Italien och som tog VM-brons med landslaget i Brasilien 1950.

## Biografi

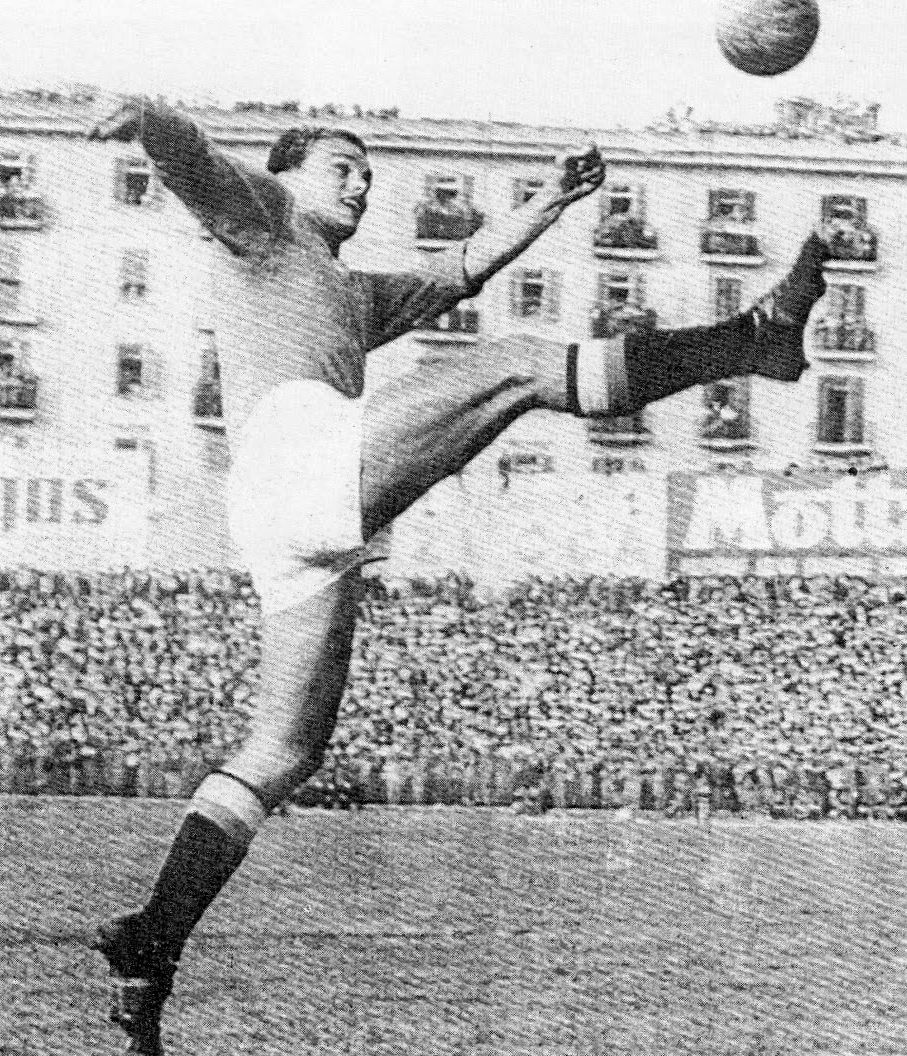
Napoli (1952–1956)

Hasse Jeppson spelade för Örgryte IS i andradivisionen 1946–1947 och gjorde på 28 matcher 40 mål. Han gick sedan till Djurgårdens IF. 
Vintern 1950–1951 var Jeppson i London för studier och då spelade han som amatör för Charlton Athletic FC och han var därmed den andre svenske spelaren i den engelska ligan (Dan Ekner var först). Efter återkomsten till Djurgårdens IF värvades han sommaren 1951 till den italienska klubben Atalanta och spelade sedan i Napoli och Torino. När han såldes från Atalanta till Napoli för 105 miljoner lire var det rekord för en professionell fotbollsspelare och han fick då smeknamnet O'Banco e' Napule (Neapels bank). 1952 utsågs han till Italiens bäste fotbollsspelare.
Jeppson vann den allsvenska skytteligan med 17 mål säsongen 1950–1951, och blev därvid även den förste spelaren från Djurgården att bli allsvensk skyttekung. Han var centerforward i det svenska landslag som tog brons i VM 1950. Jeppson gjorde två mål i turneringen, båda i inledningsmatchen, i São Paulo, mot regerande mästarna Italien. Sverige vann matchen med 3–2.
Vid sidan om fotbollen var han dessutom en duktig tennisspelare. Han har även medverkat, som fotbollsspelare, i filmerna Tini-Kling' (1951) och Brudar och bollar eller Snurren i Neapel (1954) Jeppson utvandrade senaste gången till Italien 1980 och var fram till sin död bosatt utanför Rom.
Hasse Jeppson gifte sig 1957 med italienskan Emma Di Martino (född 1936).
Han är begravd på Gamla kyrkogården i Kungsbacka.